# Дислексия
Дислекси́я (от др.-греч. δυσ- — приставка, означающая нарушение, и λέξις — «слова, речь») — избирательное нарушение способности к овладению навыками чтения и письма при сохранении общей способности к обучению.
Проблемы могут включать трудности с чтением вслух и про себя, правописанием, беглостью чтения и пониманием прочитанного. Некоторые исследователи определяют дислексию исключительно как «нарушение чтения на уровне слов» (Word-level reading disability — WLRD).
Дислексия отличается от трудностей чтения, вызванных проблемами со слухом или зрением, или слабой образовательной средой. Происхождение дислексии неврологическое и не связано с низким интеллектом, эмоциональными нарушениями или недостаточной мотивацией к учёбе. Дислексия является самым распространённым расстройством обучения и встречается во всех языках, где проводились исследования, затрагивая 3-7 % населения, хотя до 20 % могут иметь некоторые симптомы по данным Международной ассоциации дислексии IDA.
Дислексия бывает врождённой либо приобретённой. Считается, что врождённая дислексия (или «дислексия развития») вызывается взаимодействием генетических факторов и факторов пренатальной среды и часто передаётся в семье. Риск появления дислексии среди родственников дислексиков значительно выше частоты встречаемости дислексии в генеральной популяции, причём этот риск значительно повышен как для пар родители-дети, так и для пар сиблингов.
Дислексия, развившаяся вследствие травмы мозга, инсульта или деменции, называется приобретённой дислексией или алексией.
Люди с дислексией часто пишут с ошибками, однако многие исследователи отделяют это нарушение от собственно дислексии, как нарушения именно чтения, и называют дисграфией или дисорфографией.
У людей с дислексией часто встречается синдром дефицита внимания и гиперактивности (СДВГ), дисграфия, дискалькулия и другие расстройства обучения.
Диагностика включает тесты памяти, зрения, правописания и навыков чтения. Дислексия не исчезает с возрастом, но с ней можно научиться справляться.

## История исследования
Феномен дислексии, которую также называли словесной слепотой, был описан формально в конце ХIX — начале XX в. как неспособность к прочтению слова при способности его увидеть.
Термин введён работавшим в Штутгарте офтальмологом Рудольфом Берлином в 1887 году. Он использовал этот термин в отношении мальчика, у которого были трудности в обучении чтению и письму, несмотря на нормальные интеллектуальные и физические способности во всех остальных областях деятельности.
В 1896 году терапевт В. Прингл Морган опубликовал в «Британском медицинском журнале» (англ. British Medical Journal) статью под названием «Врождённая словесная слепота» с описанием специфического психологического расстройства, влияющего на способность к обучаемости чтению. Статья описывала случай 14-летнего подростка, неспособного читать, но имеющего при этом нормальный для детей его возраста уровень интеллекта.
В 1925 году невролог Самюель Т. Ортон (англ. Samuel T. Orton) приступил к изучению этого феномена и предположил существование синдрома, не связанного с повреждением мозга, снижающего способности к чтению и письму. Ортон заметил, что проблемы с чтением при дислексии не имеют отношения к нарушению зрения. Согласно его теории, это состояние могло быть вызвано межполушарной асимметрией головного мозга. Теория оспаривалась многими учёными того времени, считавшими, что основной причиной заболевания являются всевозможные проблемы, возникающие в процессе визуального восприятия информации.
В 1949 году Клемент Лауне изучала аномалию у взрослых, страдавших дислексией с детства. Исследование показало возможность таких людей читать тексты слева направо и справа налево с одинаковой скоростью (у 10 % скорость чтения справа налево была выше). Результаты указывали на изменения поля зрения, которые приводили к восприятию слова не как единого целого, а как набора отдельных букв.
Особое значение для исследования феномена дислексии имеют труды Л. С. Выготского, который по-новому решает проблему локализации высших психологических функций как структурных единиц деятельности мозга, и А. Р. Лурия, который внес важный вклад в создание нового научного направления — нейропсихологию.
Наконец, в 70-х гг. XX века нарушение чтения было выделено в самостоятельную единицу, и Всемирная федерация неврологии предложила называть дислексией специфическое расстройство чтения, проявляющееся при наличии сохранного интеллекта, благоприятных социальных условий и адекватной образовательной базы.
В современных исследованиях механизмов восприятия письменного текста одним из ключевых является вопрос о том, как происходит лексический доступ, в том числе как задействованы в этом графическая и фонологическая репрезентации слова. Основными принятыми теориями на данный момент являются сильная фонологическая теория Фроста (англ. Frost) и модель двойного маршрута чтения Колтхарта (англ. Coltheart). Согласно теории Фроста, фонологическое декодирование, то есть перевод графем в фонемы при чтении, в том числе при чтении про себя, является базовой высокоавтоматизированной когнитивной операцией, которая происходит всегда, поскольку значения слов при овладении родным языком усваиваются в первую очередь в ассоциации с их звуковым обликом. С другой стороны, идея двойного маршрута Колтхарта заключается в наличии двух независимых путей обработки письменного текста: первый основан на перекодировании графического облика слова в звуковой (print-to-sound) с дальнейшим осуществлением доступа к семантике с опорой на звуковой облик, второй же путь предполагает доступ к семантике слова непосредственно с опорой на графический облик (print-to-meaning). Подробнее см. Виды дислексии.

## Этноязыковой фактор
Научные исследования сентября 2004 года выявили этнокультурные причины развития дислексии, которые не связаны с общим интеллектом и образованием. Так американские исследователи из Национального института психического здоровья обнаружили то, что, к примеру, у китайцев (ханьцев), венгров и англофонов за развитие дислексии ответственны различные участки мозга. Во всех изучаемых культурах доля дислексиков оказалась примерно одинаковой, варьируя в пределах от 2 до 10 % выборки. По итогам исследования оказалось, что проблема малограмотности китайских детей была связана со сбоями в левой передней центральной извилине. Это различие учёные объяснили тем, что при чтении буквенных языков мозг обычно (в большей или меньшей степени) обрабатывает информацию последовательно, в то время как при чтении китайских иероглифов по большей части требуется мгновенно распознать пиктографический образ. Профессор Чарльз Перфетти из Питтсбургского университета установил, что дислексия часто имеет специфическую этноязыковую подоплёку. К примеру, дислексия у англоговорящих детей чаще всего связана с нарушениями фонематического слуха, так как в английском языке для передачи звучания 62 фонем используется 1120 графем, а у венгерских детей дислексия обычно развивается в результате нарушений кратковременной памяти, которая может не справляться с задачей сцепления и обработки многочисленных аффиксов, следующих за корнем слова в этом агглютинативном языке.

## Симптомы
При любых расстройствах обучения человек испытывает трудности с обучением или использованием существующих знаний по сравнению с ожидаемым уровнем для его возраста, интеллекта и образования. Соответственно, человек с дислексией будет читать хуже, чем другие люди с аналогичным интеллектом и возрастом, которые прошли аналогичное обучение чтению. То есть основным симптомом дислексии является именно отставание от ровесников на два и более класса.
Для эффективного чтения необходимо связывать форму буквы с её звуком и соединять эти звуки в слова. Нарушение в овладении чтением проявляется главным образом в значительных трудностях в изучении правил сопоставления графем (букв) и фонем (звуков). То есть, при дислексии нарушена способность связывать визуальную форму буквы или знака с тем звуком, который они представляют в разговорной речи. Трудности в основном сосредоточены на фонемах, которые являются мельчайшими языковыми единицами, составляющими слоги слов, и связаны с пониженной фонологической осведомленностью, характерной для дислексии. Соответственно, проявление нарушения варьируется в зависимости от специфических особенностей системы письма используемого языка. Таким образом, наблюдается значительная разница между трудностями в чтении, например, на алфавитных языках, таких как русский и английский, и логографических языках, таких как китайский.
Алфавитные письменные системы отличаются друг от друга также по степени упорядоченности соответствий между буквами и звуками, иначе степени орфографической прозрачности, или глубины (Orthographic Depth Hypothesis). То есть оценивается, насколько часто буквы или сочетание букв могут писаться или читаться по-разному в разных словах в данном языке. Так называемые «прозрачные» орфографии характеризуются однозначным соответствием между графемами и фонемами (как в итальянском, малазийском, турецком или финском языках), в то время как «непрозрачные» отличаются существенной непоследовательностью во взаимосвязи между звуками и буквами, как в иврите, английском, французском или китайском языках. Что касается особенностей русского языка, то он занимает промежуточное место на шкале орфографической прозрачности, поскольку соответствия между фонемами и графемами не являются однозначными, однако подчиняются более-менее регулярным правилам. При этом письмо на русском является менее прозрачным, чем чтение. Соответственно прозрачность языка является одним из основных факторов, влияющих на чтение, а, следовательно, и на дислексию.

### В раннем детстве
Симптомы в раннем детстве, которые коррелируют с последующей диагностикой дислексии:
1. Задержка в психомоторном развитии:
  1. трудности с правильным одеванием
  2. трудности с выполнением моторных действий во время игры (падение, сложности с прыжками и бегом)
  3. неуклюжий захват пишущих принадлежностей
2. Ребёнок не различает право-лево, впереди-позади и тому подобное
3. Медленное мышление и сложности с выполнением простых для их возраста задач
4. Трудности с соотнесением отдельных слов с их правильным значением
5. Поздно развивается речь
6. Плохое произношение звуков
7. Трудности с подбором слов по картинке или называнием предметов
8. Трудности в определении или создании рифмующихся слов, а также в подсчете слогов в словах (фонологическая осведомленность)
9. Трудности с восприятием и манипулированием звуками в словах (фонематическая осведомленность)
10. Трудности в различении разных звуков в словах (аудиторная дискриминация)
11. Трудности с соответствием звуков и букв
12. Трудности с освоением алфавита

Модель начального этапа развития навыка чтения в алфавитных языках состоит из трех стадий: а) логографическое чтение (чтение знакомых слов как целостного образа), б) альфабетическое чтение (чтение по буквам) и в) ортографическое чтение (слоговое/блоковое чтение). На начальном этапе обучения эти операции в такой последовательности и выполняются ребёнком. При этом каждая из них осуществляется под сознательным контролем и требует отдельного умственного усилия. В дальнейшем, если не возникает непредвиденных затруднений, они автоматизируются, протекают подсознательно, и в конце концов под контролем сознания остается только общее осмысление фразы. Таким образом, совершенствование навыка чтения можно рассматривать как процесс укрупнения и автоматизации оперативных единиц чтения. Освоение этого навыка в норме может занять до трех лет. Соответственно, чем значительнее ребёнок отстает от сверстников в освоении данных этапов, тем выше вероятность дислексии.
В букварный период дети пользуются побуквенным и слоговым чтением, а позже все большее число слов опознают глобально.

### В школьном и далее возрасте
В школьном и далее возрасте проявления дислексии могут выглядеть так:
В младших классах:
1. Угадывающее чтение, с ошибками в виде замен или перестановок букв
2. Использование двойного чтения: шепотом или про себя прочитывает первый раз и вслух — второй раз
3. Замены слов (ошибочное угадывание), добавление слов, которых нет в тексте
4. Трудности в узнавании даже распространенных слов при чтении
5. Очень медленно формируются звукобуквенные ассоциации, что может быть причиной ошибочного прочтения букв или замедленного их припоминания
6. Многочисленные ошибки при чтении, носящие нерегулярный характер — разные ошибки при каждом прочтении
7. Очень медленное чтение вслух (но чтение про себя может быть в норме)
8. Проявления эмоционального напряжения, страха, стеснения при чтении, особенно при чтении вслух

С третьего класса и далее:
1. Замедленное чтение, чтение по слогам или по буквам
2. Долго сохраняется побуквенное чтение и сложности в освоении чтения целым словом (незрелое чтение)
3. Пропускаются или добавляются слова, при этом нет узнавания знакомых слов
4. Часто теряется строка, читает дважды одну и ту же, поэтому вынужден водить пальцем по строке
5. Трудности с понимаем учебных заданий, представленных в письменном виде, при отсутствии проблемы понять суть заданий, предъявленных устно
6. Потеря частей слова при чтении, чаще в начале или в конце
7. Сложности с подбором слова к изображению или называнием предметов (дефицит категориального словаря)
8. Сложности с чтением незнакомых или несуществующих (квази) слов
9. Затруднения с пониманием смысла прочитанного; при этом понимание теста на слух не затруднено
10. Проблемы с разделением внимания между прослушиванием и записью (письмо под диктовку)
11. Имеется значительное расхождение между устным и письменным выражением мыслей
12. Трудности с организацией информации
13. Трудности с ориентированием в словаре, справочнике, энциклопедии
14. Трудности с изучением иностранного языка
15. Сохраняются проявления эмоционального напряжения, страха, стеснения при чтении, особенно при чтении вслух
16. Многочисленные орфографические ошибки на письме, не связанные с недостаточной грамотностью (пропуск букв, перепутанный порядок букв и т. п.)

При дислексии процесс освоения чтения будет сопровождаться трудностями уже с первого класса и может продолжаться несколько лет, при этом чтение остается медленным и полным ошибок. Вследствие неврологической сути дислексии, а не банального отставания от сверстников, проблема не исчезает с возрастом, поэтому даже взрослые с дислексией, которые смогли достичь нормального уровня чтения по скорости и точности, демонстрируют нарушения, которые мешают автоматизации процесса чтения и могут включать трудности с изложением историй, запоминанием, чтением вслух или изучением иностранных языков. Взрослые с дислексией часто могут читать с хорошим пониманием, хотя они, как правило, читают медленнее, чем люди без нарушений обучения, и показывают худшие результаты в орфографических тестах или при чтении незнакомых им или квазислов. Люди с дислексией испытывают значительные трудности в чтении, даже при оптимальных условиях обучения, включающих правильную методику преподавания, тихий класс, хорошего учителя и помощь в виде коррекционного обучения.
Студенты — дислексики испытывают трудности в университете: они не успевают за быстрой речью преподавателя, испытывают проблемы с разделением внимания между записью и прослушиванием, организацией информации, изучением иностранных языков, а также у них заметны значительные расхождения между устным и письменным выражением мыслей и многочисленные орфографические ошибки.
Дислексия может быть обнаружена на разных этапах жизни, в том числе и во взрослом возрасте. Многие взрослые с дислексией никогда не знали о своем состоянии и обнаружили его на работе, испытывая трудности с выполнением различных задач связанных с чтением и письмом, или же при диагностике подобной проблемы у своих детей. Многие из них испытывают многолетнюю фрустрацию и низкую самооценку, и, узнав свой диагноз, чувствуют облегчение. Поскольку дислексия не является проблемой интеллекта, многие люди с этим нарушением успешно работают в различных областях: архитектура, искусство, компьютерные науки, строительство, электроника, инженерия, развлечения, математика, спорт и другие. Благодаря необходимости справляться со сложностями, многие развивают навыки преодоления трудностей и упорства, которые могут стать преимуществом на рынке труда.

### Вторичные проявления дислексии
В дошкольном и раннем школьном возрасте можно заметить дополнительные проявления нарушения, такие как затруднения с мелкой и крупной моторикой, пониманием сути задания и т. п. Ребёнок может путать цвета, цифры, буквы, право-лево и другие подобные понятия, ему также трудно записывать под диктовку или переписывать задание с доски. Из-за этих трудностей и проблем с письмом, чтением и правописанием ребёнок часто бывает фрустрирован. Эта фрустрация накапливается годами.
Кроме того, первичное нарушение автоматической способности декодировать текст при дислексии делает чтение обременительным процессом, требующим значительных усилий и сосредоточения внимания. Чтение может потребовать столько усилий, что не остается ресурсов для понимания прочитанного, разработки эффективных стратегий и других процессов обучения. Дополнительные усилия, необходимые для чтения, заставляют многих людей с дислексией избегать чтения, что приводит к недостатку практики и меньшей экспозиции письменного языка по сравнению с их сверстниками. При этом при дислексии довольно часто отмечается низкий уровень способностей к созданию нарративов (повествовательных текстов): основные трудности заключаются в создании логически и синтаксически связных развернутых текстов.
По этим и другим причинам, без надлежащей терапии дислексия может привести к сопутствующим проблемам, выходящим за рамки первоначальных трудностей чтения, и вторично повлиять на развитие более высоких учебных навыков, таких как правильное написание, понимание прочитанного и способность к письменному выражению. Первичные и вторичные технические трудности мешают ученикам с дислексией использовать учебники и другие тексты для получения необходимых знаний, а также понимать суть заданий и условия задач. Это может привести к отставанию от сверстников по многим предметам, помимо языка, что отразится на снижении оценок, причем в таких случаях оценки не обязательно отражают общие способности ученика к пониманию предмета. Так как ребёнку трудно получать информацию из письменных источников и трудно объяснить свою мысль на письме, при этом, если информация все же была получена, при устном опросе может оказаться, что ученик прекрасно усвоил материал. Однако школа не всегда может предоставить альтернативные источники информации и методы опроса, в результате накопленная фрустрация и хронические затруднения в учёбе по сравнению со сверстниками могут привести к разочарованию и значительному снижению самооценки у ребёнка.
Это, в свою очередь, может вызвать эмоциональные, социальные и поведенческие трудности, такие как повышенная тревожность (особенно среди девочек), вплоть до появления фобических переживаний в ситуациях, связанных с чтением. В тяжелых случаях подобные явления возникают при всех видах учебной деятельности. Случаются депрессивные состояния, особенно среди мальчиков. У молодых людей с дислексией отмечено также больше соматических жалоб, чем у их сверстников без проблем с чтением, то есть при дислексии могут развиваться физические симптомы, такие как головные боли или боли в животе, как реакция на академический стресс.
При этом у людей с дислексией часто обнаруживается повышенная утомляемость, низкая когнитивная работоспособность, а также дефицит функции распределения и концентрации зрительного внимания. У многих детей с дислексией обнаруживаются трудности в самоорганизации. Родители также чаще жалуются на агрессивность подростков с дислексией. Сохранение всех этих проблем во взрослом возрасте находит свое отражение в более высоких показателях диагностики антисоциального расстройства личности в возрасте 19 лет среди мужчин с дислексией.
Хотя дислексию нельзя «вылечить», можно избежать большинства негативных последствий для развития и качества жизни человека. Ранняя и надлежащая терапия может улучшить технические навыки чтения, предоставить инструменты для преодоления трудностей и эффективные методы обучения. Таким образом, раннее выявление может уменьшить или даже предотвратить возникновение вторичных проблем, таких как пробелы в знаниях, эмоциональные травмы и социально-поведенческие трудности.

### Сопутствующие состояния
Одной из особенностей дислексии является достаточно большое перекрытие (или сопряженность, коморбидность) этих расстройств с другими трудностями в обучении, что требует дифференциального диагноза.
Синдром дефицита внимания и гиперактивности (СДВГ). Расстройство, характеризующееся проблемами с удержанием внимания, гиперактивностью или импульсивным поведением. От 17 % до 45 % дислексикиков также имеют СДВГ, причины этого явления пока обсуждаются.
Дисграфия или дисорфография — неврологическое расстройство и нарушение обучаемости, связанное с нарушениями письменной речи, при котором уровень письма ниже ожидаемого для соответствующего возраста ребёнка. Дисграфия связана с орфографическим кодированием, а также последовательностью движений пальцев (движение мышц, необходимых для письма). Другими словами, дисграфия выражается как в нарушении процесса письма (почерк), так и во множественных ошибках, не связанных с общей безграмотностью, при письме. Часто наблюдается у людей с дислексией.
Дискалькулия — это специфическое нарушение обучаемости, влияющее на освоение арифметических навыков у ребёнка с нормальный уровнем интеллекта. Дискалькулия характеризуется стойкими трудностями в арифметике, более конкретно в развитии использования и выполнения процедур вычисления, а также в извлечении арифметических фактов из памяти, несмотря на адекватный интеллект и школьные возможности. От 17 % до 70 % дислексиков страдают также дискалькулией.
Диспраксия. Неврологическое состояние, характеризующееся трудностями в выполнении рутинных задач, связанных с равновесием, мелкой моторикой и кинестетической координацией; трудностями в использовании речевых звуков; и проблемами с краткосрочной памятью и организацией.
Нарушение обработки аудиальной информации. Расстройство слуха, которое влияет на способность обрабатывать аудиальную информацию. Это может привести к проблемам с аудиальной памятью и аудиальной последовательностью. Многие люди с дислексией имеют проблемы с обработкой слуховой информации и могут разрабатывать свои собственные логографические подсказки, чтобы компенсировать этот дефицит. Некоторые исследования предполагают, что проблемы с обработкой слуховой информации могут быть основной проблемой при дислексии.
Существуют также другие расстройства обучения, с которыми сочетается дислексия. Шансы ребёнка с диагнозом одного специфического нарушения обучаемости также демонстрировать дефициты в другой области академического обучения в четыре-пять раз выше по сравнению с шансами типично развивающегося ребёнка развить нарушение обучаемости. Считается, что одной из причин этой сопряженности является общая, по крайней мере до определённой степени, генетическая этиология этих расстройств развития.

### Положительные проявления
Дислексия, хотя часто воспринимается как расстройство, имеет свои достоинства, которые связаны с особенностями обработки информации у людей с этим диагнозом. Исследования показали, что люди с дислексией часто обладают выдающимися способностями к визуальному мышлению и креативности. Они склонны использовать интуитивные, невербальные стратегии, что способствует развитию уникальных творческих подходов. Эти способности объясняются глобальной, а не локальной обработкой информации, позволяющей видеть общую картину и находить неожиданные связи.
Существует также мнение, что нарушения в вербальном кодировании приводят к развитию нетрадиционных способов мышления и проблемного решения, что делает людей с дислексией более инновационными. Более того, их способность видеть и обрабатывать информацию целостно может способствовать успеху в областях, требующих высоких творческих навыков, таких как искусство, дизайн и инженерия.
Кроме того, люди с дислексией часто демонстрируют высокий уровень упорства и способности к адаптации, что связано с необходимостью преодолевать трудности в обучении. Эти качества помогают им быть успешными в жизни, несмотря на академические трудности. Таким образом, дислексия может способствовать развитию уникальных талантов и способностей, которые могут быть весьма ценными в различных профессиональных и творческих областях.

## Виды дислексии в алфавитных языках

Модель двойной маршрутизации чтения слов, предложенная Колтхартом

Чтение представляет собой многокомпонентный процесс, в котором каждый компонент выполняет определённую функцию и, что немаловажно, может избирательно нарушаться. Предполагается, что каждая дислексия возникает в результате дефицита определённого компонента или дефицита связи между компонентами. При изучении природы врожденных дислексий (дислексии развития), возможно, наиболее важным аспектом нейропсихологического подхода является факт, что характеристики каждого типа дислексии, то есть виды ошибок, которые делает ребёнок, и типы слов, которые ребёнку наиболее трудно читать, на самом деле непосредственно связаны с компонентом процесса чтения, который нарушен. Поэтому, чтобы понять различные типы дислексии развития, необходимо понять процесс чтения и его компоненты.
Существуют несколько моделей распознавания (чтения) слов. Модель двойной маршрутизации чтения слов предложенная Колтхартом позволяет классифицировать дислексии по повторяющимся ошибкам, которые делает читатель. Рассмотрим каждый этап модели и связанную с ней классификацию дислексии поэтапно.

### Орфографически-визуальный анализатор
Первым к работе над чтением отдельного слова подключается орфографически-визуальный анализатор — многофункциональный компонент, который на следующих этапах предоставляет информацию о буквах в слове и их относительном порядке. Этот ранний этап чтения слов отвечает за кодирование абстрактных идентификаций букв (не взирая на фонт и почерк), за кодирование относительного порядка букв в словах, за установку окна внимания на одно слово, а также связывание каждой буквы с тем словом, в котором она появилась.
При дефиците на этом этапе могут появиться следующие виды дислексии:

#### Дислексия идентификации букв
Дислексия идентификации букв (Letter identity dyslexia) — проблема идентификации букв. Это не дефицит зрения, поскольку читатели с этой дислексией все ещё могут сопоставлять неорфографические формы, визуально сопоставлять два экземпляра одной и той же буквы разного размера и правильно копировать буквы. Однако читатели с дислексией идентификации букв не могут получить доступ к абстрактной идентичности букв по их визуальной форме, поэтому они не могут идентифицировать написанную букву по её названию или звуку или сопоставить большие и маленькие буквы (Аа). Эта неспособность идентифицировать буквы может привести к неправильной идентификации букв по отдельности, к замене или пропуску букв в словах и квази-словах, или неготовности даже попытаться прочитать слово. Возможно, совпадает с ассоциативной зрительной буквенной агнозией (associative visual letter agnosia) — затруднению распознавания букв с виду при сохраненной способности различать буквы по движению пальца по линиям написанной буквы или прикосновению (например, удерживанию и ощупыванию различных сторон буквы из пластика).

#### Дислексия позиционирования букв
Дислексия позиционирования букв (Letter position dyslexia, LPD). Люди с дефицитом кодирования взаимного расположения букв внутри слова, все ещё могут правильно идентифицировать буквы, но не могут закодировать порядок букв в слове. Основным симптомом дислексии LPD является миграция букв в словах. Обычно буквы по краям слова остаются на месте, а буквы внутри могут мигрировать с места на место, поэтому особенно ярко такая дислексия проявляется при чтении слов, где буквы «склонны к миграции», то есть таких, где при перестановке букв появляется другое слово, например «конечно» и «кончено». Также при дислексии LPD читатели могут уничтожать «лишние» повторяющиеся буквы, например превратить «задание» и «здание». При этом дислексия LPD не связана с дефицитом внимания. Подобная дислексия обнаружена во многих алфавитных языках, от английского до иврита. На русском, в силу относительной редкости «склонных к миграции» слов, дислексия позиционирования букв вероятно менее распространена. При подобном виде дислексии правильно читать помогает отслеживание букв с помощью карандаша или пальца.

#### Дислексия внимания
Дислексия внимания (Attentional dyslexia) — при этой дислексии буквы правильно идентифицируются и сохраняют исходное относительное положение внутри слова, но при этом мигрируют между соседними словами. Например «суп на столе», может быть прочитан как «суп на стуле», пара «рубка кучка» может быть прочитана как «ручка кучка» или «ручка кубка». Буквы также могут мигрировать (заимствоваться) из нижней или верхней строки. При этом дислексия внимания не всегда сопровождается дислексией позиционирования букв, но также, как и она, не связана с дефицитом внимания.

#### Пространственная неглект-дислексия
Пространственная неглект-дислексия (Neglect dyslexia) была обнаружена у многих читателей в нескольких языках. Геми-пространственный неглект относится к феномену затруднения восприятия или внимания к стимулам с одной стороны зрительного поля, обычно с левой стороны. Неглект-дислексия относится к аналогичным трудностям в чтении: читатель как бы не замечает часть слова, предложения или текста, чаще с левой стороны. То есть при чтении слева-направо, например на русском или английском языках, «теряются» приставки, а при чтении справа-налево, например, на иврите или арабском, — окончания слов. Однако, если ребёнок может привлечь внимание к этим частям слов, например, отслеживая буквы и слова пальцем, количество ошибок значительно уменьшается.

### Графемный вводный буфер
Информация, собранная через три функции орфографически-визуального анализатора, затем поступает и временно хранится в графемном вводном буфере. Это кратковременная графемная память, которая удерживает информацию о идентичности букв и их положении внутри и между словами, а возможно, и различные морфемы на короткое время, так как эта часть процесса орфографически-визуального анализа, вероятно, является местом, где происходит базовое морфологическое разложение (приставка-корень-суффикс-окончание).

#### Зрительная дислексия / дислексия графемного вводного буфера
Зрительная дислексия / дислексия графемного вводного буфера (Visual dyslexia / orthographic input buffer dyslexia) — представляет собой дефицит на выходе из ортографически-визуального анализатора. В результате этой дислексии страдают все функции анализатора: идентификация букв, позиция букв в слове и связывание букв со словами. Следовательно, она включает ошибки в идентификации букв и перемещения букв внутри слов и между словами. Морфологически сложные слова при такой дислексии наиболее уязвимы.

### Лексический и сублексический маршруты
На следующем этапе, обладая информацией о буквах, их относительном порядке и принадлежности к словам, а также грубой морфологической структурой слова, читатель может продолжить процесс чтения, чтобы получить звучание и значение слова. Для этого читателю доступны два маршрута: лексический и сублексический. Лексический маршрут можно дополнительно разделить на прямой лексический маршрут, который позволяет только преобразовывать известные написанные слова в их произношение (без смысла, то есть слово знакомо, но смысл его читателю неизвестен), и лексико-семантический маршрут, который позволяет также понимать эти слова. Сублексический маршрут позволяет читать новые для читателя слова, преобразуя буквы или группы букв (графемы) в их звуки (фонемы).
Лексический путь, хотя и является многокомпонентным, все же является самым быстрым и точным путем для чтения вслух. Первый компонент, уникальный для лексического пути, — это орфографический входной лексикон. Этот лексикон включает все слова, чье письменное оформление читателю известно, то есть, после того как человек несколько раз прочитывает незнакомое прежде слово, оно попадает в его орфографический входной лексикон, что позволяет быстрее и точнее идентифицировать это слово при следующем столкновении с ним, таким образом, частота появления слова на письме влияет на скорость его узнавания при чтении. Слова, с которыми читатель знаком только в их устной, фонологической форме, не будут храниться в орфографическом входном лексиконе. Например, слова, которые читатель услышал на новом изучаемом языке, но ещё не видел написанными, или слова из сленга, которые знакомы ему только на слух. Это также относится к маленьким детям, которые только учатся читать: ребёнок может знать слово «одеяло» и его значение, но пока не знает, как это слово пишется. Таким образом, орфографический лексикон отличается от фонологического лексикона, ведь, очевидно, могут быть и слова, которые есть в орфографическом входном лексиконе, но отсутствуют в фонологическом лексиконе. Например, слова на языке, на котором человек в основном только читает, или имена из книг, которые он никогда не слышал произнесенными. Кроме того, поскольку орфографический входной лексикон содержит письменные формы слов, а не их звучание, лексические единицы для «know» и «no» или «спица» и «спиться» (слова омофоны) являются двумя отдельными записями, каждая из которых указывает на разное понятие в семантической системе.
Для процессов вывода, таких как чтение вслух и называние слова используется фонологический выходной лексикон, в котором хранится фонологическая форма слов. Фонологический выходной словарь включает в себя сегментную и метрическую информацию: информацию о гласных и согласных звуках в слове, их порядке и расположении ударения в слове, а также порядке этих сегментов. Как и орфографический входной лексикон, фонологический выходной лексикон упорядочен по частоте и, следовательно, более частые слова извлекаются из словаря быстрее.
Информация из фонологического выходного лексикона поступает на последнюю стадию перед артикуляцией — фонологический выходной буфер, компонент кратковременной памяти, предназначенный для хранения фонологической информации до тех пор, пока она не будет артикулирована. Этот буфер можно рассматривать как хранитель и составитель: он хранит информацию в течение ограниченного времени, но также составляет слова из их сегментной и метрической информации; он также составляет морфологически сложные слова из их морфологических составляющих. После этого составления слово, наконец, может быть прочитано.
Для понимания письменных слов используется лексико-семантический путь. Слово, активированное в орфографическом входном лексиконе, активирует соответствующую запись в семантическом лексиконе, организованном по семантическим свойствам слов, и этот семантический лексикон, в свою очередь, получает доступ к концептуальной системе, когнитивной системе, хранящей понятия. В отличие от семантического лексикона, вербального компонента, хранящего слова или информацию о словах, концептуальная система представляет собой обще-когнитивную, невербальную систему. Она может получать входные данные не только из написанных слов, но и из изображений, услышанных слов и даже вкуса и запаха — когда человек чувствует запах моря, эта информация переходит в понятие «море», активируя воспоминания о посещениях моря и других свойствах понятие «море». Проходя через лексико-семантический путь, читатель получает возможность не только прочитать знакомое слово, но и понять его смысл. Весь этот маршрут проходится практически мгновенно.
Если лексический маршрут нарушен в любой своей стадии или при переходе на них, единственным доступным путем чтения остается сублексический маршрут, то есть приходится читать посредством преобразования (конверсии) графем в фонемы букву за буквой, читая каждое слово, как новое. Такое чтение не только медленнее, но и менее точно.

#### Поверхностная дислексия
Поверхностная дислексия (Surface dyslexia) — это дефицит в лексическом пути, который заставляет человека читать вслух через сублексический путь с помощью постепенного преобразования графем в фонемы. Это приводит к нескольким типам проблем: 1) люди с поверхностной дислексией делают ошибки регуляризации при чтении вслух. Это проявляется в их чтении неправильных слов, таких как «stomach», «ежик» или «солнце», которые включают в себя немую букву или букву, которая преобразуется в фонему, отличную от той, что диктуют правила преобразования графем в фонемы. 2) Поверхностная дислексия также может повлиять на чтение слов, которые позволяют неоднозначное преобразование в фонологию, таких как «лежит», которое может быть прочитано через сублексический путь как «лижет», поскольку оба слова читаются как «лижит». Слова, имеющие неоднозначное преобразование, обычно включают амбифонные графемы, которые могут быть преобразованы в фонемы двумя или более способами, например, буква «i» в слове «kid» и в слове «kind» читается по-разному). Чтение подобных слов требует доступа к орфографическому вводному лексикону, который может быть затруднен вследствие дислексии. 3) Сублексическое чтение также может быть проблематичным в словах с более чем одним слогом в языках, где ударение определяется лексически и не отмечено орфографически («зАмок» или «замОк»), и в языках, где не все гласные указаны в орфографии, как в иврите и арабском.
Поверхностная дислексия влияет не только на точность чтения вслух: по крайней мере, для некоторых людей с поверхностной дислексией, у которых дефицит расположен в орфографическом входном лексиконе, понимание также затруднено. При сублексическом маршруте чтения читатель сначала прочитывает слово вслух буква за буквой или слог за слогом, потом собирает его в единое слово и лишь тогда через фонологический входной лексикон получает доступ к семантическому лексикону и, наконец, к концептуальной системе. Этот сложный путь позволяет нам понять, что же имелось в виду под неверно написанным словом «йупка». Однако тут возникает проблема со словами омофонами, ведь звучат они, по сути, одинаково. Таким образом при сублексическом чтении нет разницы между фразами «у Ани гриб» и «у Ани грипп», и читателю с поверхностной дислексией в орфографическом вводном лексиконе приходится просто угадывать значение прочитанной фразы. Существуют и другие виды поверхностной дислексии, при которых дефицит находится в других компонентах лексического маршрута или на переходах между ними.
И последнее: чтение по сублексическому пути значительно медленнее, чем чтение по лексико-семантическому маршруту. Это может оказаться главным симптомом подобного вида дислексии на русском языке, поскольку проявления поверхностной дислексии находится в обратной зависимости от орфографической прозрачности языка: чем прозрачнее язык, тем меньше проявляется в нём поверхностная дислексия. Таким образом, следует предполагать, что на русском языке можно заметить скорее поверхностную дисграфию, чем дислексию. А вот изучение иностранного языка может подкинуть ученику внезапные неприятные «сюрпризы», если изучаемый язык менее орфографически прозрачен.
Дефицит на лексическом пути обычно не означает полного перекрывания оного. При поверхностной дислексии, связанной с дефицитом связи между лексиконами, достаточно предложить ребёнку перестать пытаться читать вслух, чтобы его понимание прочитанного улучшилось. Вместе с тем дислексия в орфографическом входном лексиконе решается практикой: орфографический входной лексикон все же заполняется со временем, пусть и при помощи большего количества прочтений слова, чем в норме. Следовательно, чем больше практики чтения, тем меньше проявляется данный вид дислексии, и её можно как бы «перерасти».

#### Фонологическая дислексия
Фонологическая дислексия (Phonological dyslexia) — возникает при дислексии на сублексическом пути. То есть при фонологической дислексии сложности возникают при чтении несуществующих или новых слов. Следовательно, наиболее ярко проблема проявляется у младшеклассников, только обучающихся читать, когда каждое слово является новым, и при изучении иностранных языков. При этой дислексии человек может затрудняться перевести графему в фонему, то есть прочитать даже одну букву или буквосочетание («тьс» или «сч»). Другой относительно распространенный вид подобной дислексии — это фонологическая дислексия в фонологическом выходном буфере. Люди с дислексией фонологического выходного буфера могут хорошо читать существующие короткие слова, но испытывают трудности с чтением длинных слов, квази-слов, морфологически сложных слов и т. д. Незнакомые длинные слова читаются с трудом и потерей либо заменой букв или целых слогов, при этом нет никаких затруднений с чтением знакомых слов подобной длинны и морфологической сложности. При таком виде дислексии может помочь отработка побуквенного и послогового чтения. Важно, что при достаточной практике чтения, количество новых для читателя слов уменьшается, и ребёнок вполне может догнать сверстников. Правда, при изучении новой области (термины и понятия как новые слова) или нового иностранного языка нужно быть готовым к дополнительным трудностям.

#### Дислексия гласных букв
Дислексия гласных букв (Vowel letter dyslexia) — дислексия на сублексическом пути, при которой конверсия графем в фонемы плохо обрабатывает гласные буквы. При такой дислексии гласные меняются, появляются/исчезают или «плавают» по слову, например, слово «кот» может быть прочитано как «кит», «кота» или «кто». Поскольку этот дефицит находится именно на сублексическом пути, страдают только новые или квази-слова. Однако в сочетании с поверхностной дислексией дислексия гласных букв начинает проявляться и в существующих словах.

#### Глубокая дислексия
Глубокая дислексия (Deep dyslexia) — если дефицит возникает одновременно и на лексическом и на сублексическом пути, человеку не остается ничего другого, как читать через смысл. То есть вместо «брюки» читатель с глубокой дислексией может прочитать «штаны», хотя между этими словами нет общих букв. Проще всего читателю даются те слова, которые можно представить, а вот чтение квази-слов становится неразрешимой задачей, и обладатель глубокой дислексии предпочтет заменить часть букв, чтобы получить существующее слово. Страдают также вспомогательные и абстрактные слова. Встречаются также морфологические изменения («порядок» вместо «упорядоченном» и т. п.), ведь время или падеж довольно сложно представить. Также можно предположить, что в морфологически сложных языках, таких как русский, глубокая дислексия будет проявляться ярче.

#### Семантическая / прямая дислексия / гиперлексия
Семантическая / прямая дислексия / гиперлексия (Semantics dyslexia / Direct dyslexia / Hyperlexia) — дислексия доступа к семантике, иногда называемая «прямой дислексией». Люди с этой дислексией могут читать вслух все виды слов. Однако они не могут понять написанные слова, даже те, которые могут правильно прочитать вслух. Например, при семантической дислексии читатель затрудняется понять, как нужно прочитать в фразе «не стоит расстраиваться» — «стОит» или «стоИт». Этот паттерн может быть вызван либо дефицитом в доступе от орфографического входного лексикона к семантическому лексикону, либо дефицитом в концептуальной/семантической системе (семантический дефицит). В последнем случае у этих людей также будут проблемы с пониманием слов, которые они слышат, а не только слов, которые они читают.

### Распространенность разных видов
Существуют также дополнительные виды и подвиды дислексии, открытых в последние годы в нескольких алфавитных языках. Распространенность различных видов дислексии на разных языках может варьироваться в зависимости от различных орфографических, фонологических и морфологических особенностей языка, которые влияют на чтение и его освоение. Поэтому нет возможности дать полную картину распространенности того или иного вида дислексии на данном языке без дополнительных исследований. Вместе с тем, при работе с дислексиками необходимо учитывать, что достаточно часто у одного человека могут быть несколько видов дислексии одновременно, и подходить к терапии следует комплексно. К сожалению, современные тексты не всегда достаточно чутки к оттенкам ошибок и потому пропускают многие виды дислексии у детей.

## Причины

### Теории дислексии
На сегодняшний день в исследовании дислексии существуют пять основных подходов, но ни один из них не признан окончательно и полностью, хотя за каждым стоит внушительное количество профессиональных психологических, физиологических и лингвистических трудов.
1. Согласно теории фонологического дефицита основным дефицитом при дислексии является дефицит, связанный с когнитивными процессами овладения, представления, сохранения и активации фонем[87].
2. Теория дефицита быстрой аудиторной переработки информации допускает, что дислексия может развиться из слухового дефицита, который ингибирует восприятие коротких и быстро изменяющихся звуков[88].
3. Теория дефицита зрительной (слуховой и/или тактильной) переработки информации имплицирует систему ганглиозных клеток и проекции этих клеток в постериорную часть теменной коры[89].
4. Теория дефицита функционирования мозжечка основана на наблюдении о том, что у людей с дислексией часто наблюдаются проблемы с моторикой. Поскольку структуры мозжечка задействованы как в моторных процессах, так и в процессах, связанных с автоматизацией приобретенных навыков, то считается, что нарушение функционирования мозжечка может приводить к дислексии[90].
5. Согласно теории двойного дефицита дислексия характеризуется двумя типами трудностей: связанными с процессами переработки фонологической информации и с процессами быстрого последовательного называния (или вызова из долгосрочной памяти) знакомых символов (например, цветов, букв и цифр) или объектов[91].

Однако если рассматривать многоаспектный характер дислексии развития и тот факт, что нарушения в различных компонентах процесса чтения приводят к дислексиям с совершенно различными свойствами и типами ошибок, становится очевидным, что один источник не может объяснить все виды дислексии развития.

### Нейробиологическое объяснение
Информация о том, структура и функционирование каких отделов головного мозга являются биологическими субстратами чтения и различаются у людей с дислексией и без, накапливается в трех типах исследований: анатомических post mortem; методом функционального картирования головного мозга, с помощью фМРТ; анатомических и структурных характеристик мозга in vivo.
Посмертные исследования четырёх мужских и трех женских мозгов с дислексией выявили две основных особенности: 1) увеличение аномалий левого полушария, сосредоточенных вокруг перисильвиевой области и близкая симметрия плано-темпоральной области. Аномалии включали нейрональные эктопии и фокальные архитектурные дисплазии, в частности микрополигирию, левой плано-темпоральной области. Эктопии, состоящие из гнезд нейронов, и иногда дисплазии, часто обнаруживались в слое I, преимущественно левой нижней лобной и верхней височной извилин. Важным выводом из этих исследований было то, что аномалии или поражения возникали в период пиковой миграции нейронов во время эмбрионального развития. 2) Дезорганизация магноцеллюлярных, но не парвоцеллюлярных слоев латеральных коленчатых ядер (LGN). Эта область мозга является частью зрительной системы приматов, поэтому эти наблюдения согласуются с дефицитом зрительной обработки, наблюдаемым при дислексии. Тела клеток, составляющих магноцеллюлярные слои LGN, также выглядели меньше, чем в мозгах контрольной группы.
Функциональное картирование мозга человека в исследованиях чтения используется очень широко. В частности, большое количество экспериментов было проведено как с дислексиками, так и со здоровыми людьми (недислексиками) разных возрастов, когда они были вовлечены в выполнение задач, связанных с чтением. В результате выяснилось, что при чтении в головном мозге происходит активация двух задних путей: дорсального и вентрального, причем сильнее эти пути активируются в левом полушарии. Дорсальный путь вовлекает в основном височнотеменные отделы — угловую и надкраевую извилины и левый нижний конец верхней височной извилины. Задачей этого пути является перевод графем визуально представленного слова в его фонологическую репрезентацию, следовательно недоактивация этого пути выражается в развитии фонологического дефицита. Пониженная активация этих разделов у дислексиков по сравнению с недислексиками наблюдалась при выполнении задач на чтение единичных слов, псевдослов и задач на рифмовку слов. Вентральный путь вовлекает в основном левый нижний затылочно-теменной отдел и заднюю веретенообразную извилину. Предполагается, что этот путь участвует в быстрой автоматической переработке знаковых слов и буквенных комбинаций. Недоактивация этого пути приводит к замедленному и насыщенному ошибками процессу опознания отдельно взятых слов, то есть основным признаком дислексии. Пониженная активация этих разделов у дислексиков в сравнении с недислексиками наблюдалась при выполнении различных задач, связанных с чтением. Передняя (артериальная) составляющая этой системы головного мозга, поддерживающая чтение, включает левую нижнюю лобную извилину; эта составляющая связана с артикуляцией звуков речи. Повышенная активация в этом разделе головного мозга связана с компенсаторными и часто неэффективными действиями обеспечения доступа к фонологической репрезентации слова путем его артикуляции. Интересным является и то, что гиперактивация у дислексиков также была зарегистрирована во многих областях, вовлеченных в чтение, но в правом, а не левом полушарии. Эта активация тоже, похоже, носит компенсаторный характер.
Анатомические и структурные исследования мозга инвиво указывают на более выраженную асимметрию и меньшее количество серого вещества в мозжечке у дислексиков по сравнению с недислексиками. Напротив, распределение белого вещества в больших полушариях дифференцирует дислексиков и недислексиков. Организация белого вещества кажется намного слабее в задних отделах левого полушария у дислексиков и намного сильнее в мозолистом теле. На основе этих наблюдений было высказано предположение, что у дислексиков белое вещество проецируется слишком слабо в разделах левого полушария, поддерживающих чтение, но слишком сильно между полушариями. Эта гипотеза объясняет недоактивацию соответствующих областей левого и переактивацию правого полушарий.
Среди родственников дислексиков риск появления дислексии значительно выше, чем общая встречаемость дислексии в генеральной популяции, причем этот риск высок как для пар родители-дети, так и для пар сиблингов. Использование метода близнецов при изучении процессов чтения и дислексии позволило получить оценки вкладов генотипа и среды в формирование индивидуальных различий по разным показателям чтения. С точки зрения самого диагноза дислексии, оценки его конкордантности (то есть вероятности того, что дислексия присутствует у второго близнеца, если один из близнецов является её носителем) варьируются от 68 до 100 % у однояйцевых и от 38 до 52 % у двуяйцевых близнецов. Различные количественные показатели чтения, например, количество ошибок при чтении единичных слов, устанавливают коэффициенты наследуемости, варьирующиеся от 40 до 60 %. Иначе говоря, в генеральной популяции показатели функционирования процессов, связанных с чтением, характеризуются высокой межиндивидуальной изменчивостью, значительная часть источника которой приписывается изменчивости в геноме человека. Что же касается показателей конкордности по дислексии, то, будучи систематически выше у однояйцевых по сравнению с двуяйцевыми близнецами, они свидетельствуют о значительной роли генома в развитии дислексии. На сегодняшний день в результате проведения большого количества анализов сцепления было выделено 9 регионов генома (эти регионы, по согласованию, называются DYX1I9), содержащих, возможно, ген (или гены), вовлеченный в развитие дислексии.
Отсюда следует, что дислексия — это не просто проблема недостаточного обучения или лени, а результат нейробиологических изменений в мозге, которые возникают ещё во время эмбрионального развития. Исследования предоставляют ценную информацию о нейронных основах дислексии, что может способствовать разработке эффективных методов диагностики и терапии этого расстройства.

## Диагностика
К дислексии правомерно относить состояния избирательно низкой обучаемости навыкам чтения (то есть технике чтения, декодированию) у детей с достаточно высоким уровнем общей обучаемости. Поскольку симптомы дислексии проявляются в основном в школе при обучении чтению, учебный персонал играет ключевую роль в выявлении трудностей ученика. Когда школьный персонал замечает трудности ученика, он составляет для него учебный план, направленный на улучшение успеваемости. Если прогресса нет, рекомендуется обратиться за профессиональной диагностикой.
Первичная диагностика должна проводиться в раннем возрасте, когда ребёнок начинает развивать навыки чтения и письма. Часто встречающиеся симптомы включают позднюю речь, трудности с адаптацией, путаницу между правым и левым, переворачивание и пропуск букв и цифр, трудности с вокализацией, проблемы с запоминанием, трудности с копированием, трудности с изучением алфавита и цифр, путаницу в цветах и формах. (См. раздел Симптомы дислексии). В процессе диагностики необходимо исключить наличие других факторов, помимо дислексии, которые могут влиять на способность чтения, таких как нарушения зрения, слуха, дефицит внимания, речевые нарушения и другие. Эти факторы могут возникать отдельно или в дополнение к дислексии. Если возникает подозрение на наличие другого объяснения снижения способности чтения, диагност направляет к соответствующему специалисту для дальнейшего обследования.
Раннее выявление первых признаков дислексии особенно важно, как для своевременного оказания помощи, так и для предупреждения вторичных психогенных расстройств. Наблюдая за ребёнком, педагог или родитель может обратить внимание на особенности поведения и учебной деятельности, характерные для детей с дислексией и выявить тех, кто предположительно ею страдает.
Временами бывает, что в семейном микросоциуме дети, отстающие в учёбе из-за дислексии, сталкиваются с недостаточным пониманием серьёзности своих проблем. Родители могут отнестись к этому как к следствию нерадивости, воспринимать неуспеваемость ребёнка как своеобразную стигматизацию семьи. Это может вызывать с их стороны раздражение, осуждение, желание заставить учиться лучше. В результате, у ребёнка с дислексией может образоваться целый букет проблем, как в школе, так и дома. Однако во многих случаях родители первыми замечают трудности, и именно они инициируют диагностику, таким образом запуская систему помощи для ребёнка.
Вероятность обнаружения дислексии, а вместе с ней и получение своевременной профессиональной помощи, зависит от уровня осведомленности о дислексии и её проявлениях. Социологические опросы в России показали, что уровень осведомленности весьма низок: 83 % населения и 34 % учителей не знают, что такое дислексия.
Нет сомнений в том, что дислексия является международной проблемой, хотя степень её значимости на личном, школьном или законодательном уровне зависит от множества факторов, включая важность, придаваемую образованию в сообществе, и доступные ресурсы для специального образования в каждой конкретной стране. Также осведомлённость и понимание дислексии в местном контексте могут играть важную роль в признании и поддержке людей с дислексией. Рассмотрим два примера: в Великобритании, по оценкам, насчитывается два миллиона людей с тяжелой формой дислексии, включая 300 000 школьников, в Китае, вместе с тем, таких оценок нет. Неизвестно, отражает ли это разницу в отношении к проблеме или в частоте встречаемости, однако это однозначно указывает на различия в осведомлённости о ней у населения, что естественно приводит к вариациям в предоставлении помощи. Поэтому стоит учитывать, что, несмотря на признание дислексии во многих странах, тесты для выявления трудностей, с которыми сталкиваются люди с дислексией, существуют на относительно небольшом количестве языков и обычно значительно отличаются между собой по строению, целям и методам. В настоящее время большинство стандартных тестов не включают соответствующие стимулы для выявления различных типов дислексии, и в результате они остаются недиагностированными.
Вместе с тем, в большинстве развитых стран существуют стандартизованные методики диагностики чтения. Для русскоязычных детей пока разработана только одна такая методика — Методика раннего выявления дислексии (МРВД). В ней предусмотрены не только количественная оценка качества чтения и понимания прочитанного, но определение базовых операциональных показателей, характеризующих навык, таких как «оперативная единица чтения». Однако существуют и другие методики диагностики дислексии, например: Тест «Повторение квази-слов», «Быстрое серийное называние» (Rapid Automatized Naming — RAN), Методический альбом Цветковой или Тест техники чтения по Woodcock. Поскольку дислексия продолжает находиться в центре исследований и постепенно накапливается больше информации о видах дислексии и их причинах, создаются и новые формы диагностики.

## Терапия
Самым важным аспектом терапии дислексии является обучение чтению и разработка стратегий эффективного взаимодействия с письменными текстами. При этом терапевтический подход к дислексии должен учитывать, что полностью «исправить» или «вылечить» это нарушение невозможно. Однако можно значительно развить необходимые навыки с помощью надлежащего обучения, тренировки и практики. Хотя базовые навыки чтения у человека с дислексией могут никогда не достичь уровня, ожидаемого от его сверстников, любое улучшение может значительно повысить качество его жизни и академические достижения.
Необходимо справляться с оставшимися пробелами между текущими навыками чтения и требуемыми навыками чтения. Для этого можно попытаться обойти технические трудности (путем прослушивания текстов вместо чтения, или использования ИИ для выделения основных идей учебных текстов) и создать компенсационные механизмы, основанные на сильных сторонах человека (разработав адаптированный стиль обучения и обучением стратегиям обучения). Также важно следить за тем, чтобы не возникали вторичные проблемы в эмоционально-социальной сфере, предоставляя надежную и ясную информацию о нарушении, развивая самооценку ребёнка, укрепляя личные способности, и оказывая эмоциональную поддержку. В случае появления таких проблем необходимо обратиться к соответствующему специалисту.
Терапию дислексии желательно проводить в зависимости от типа выявленного нарушения, поскольку требуются разные подходы к обучению чтению для каждого из них. Использование чтения с помощью «окна для чтения» значительно улучшает чтение при дислексии внимания, но не влияет на чтение при поверхностной дислексии, глубокой дислексии, фонологической дислексии или дислексии позиционирования букв. Чтение про себя рекомендуется для людей с интерлексикальной поверхностной дислексией, но не для тех, чья поверхностная дислексия обусловлена дефицитом орфографического входного лексикона. Понимание различных способов нарушения процесса чтения и свойств каждого типа дислексии позволяет разработать и применять целенаправленные методы лечения, которые адаптированы к конкретным ошибкам и источнику каждого типа развития дислексии.

### Методы обучения и поддержки
- Терапия для малышей: Занятия с логопедом. Хотя в целом люди с дислексией говорят нормально, у многих наблюдается задержка в развитии речи. Оказалось, что малыши с дислексией испытывают особые трудности в разделении слов на слоги, что сильно затрудняет начало освоения чтения[39][118].
- Языковые игры: Использование с раннего возраста, включая игры со словами, детские песни, ролевые игры и инсценировки[39][106][118].
- Коррекционное обучение: Индивидуальные занятия, небольшие учебные группы, позволяющие изучать материал, вникать в детали и использовать игры для запоминания, полезные для изучения материала[39][37][119][106].
- Адаптация учебных стратегий: Разработанные специалистом по психологии нарушений обучения или сертифицированным диагностом[39][37].
- Чтение вслух: На ранних этапах для развития чтения может очень помочь чтение вслух вместе с ребёнком, при условии, что чтец отслеживает слова по строчкам. Таким образом он помогает ребёнку заметить связь графема-фонема, увидеть написания слов и показать процесс чтения в действии. Позже чтение ребёнком вслух в присутствии человека, который может мягко исправлять ошибки, способно помочь улучшить навык[120].
- Технологическая средства: В современном мире человек может использовать возможности технологий: различных приложений, функций чтения вслух в браузерах и AI, чтобы снизить нагрузку на чтение и таким образом успешно компенсировать дислексию[121][117].

В российской нейропсихологии в настоящее время реализуются множество программ коррекционно-развивающего обучения и интегративные подходы.

### Система социальной защиты детей с дислексией
В дополнение к методам обучения и поддержки важна система социальной защиты детей со специфическими нарушениями письма и чтения. Международный опыт подтверждает необходимость создавать детям с дислексией особые условия получения образования, которые позволяют ребёнку использовать свой сохранный потенциал общей обучаемости для усвоения программных знаний и навыков, несмотря на низкий уровень навыка чтения.
По данным Европейской Ассоциации Дислексии дети с дислексией нуждаются в следующих привилегиях:
- Право не участвовать в чтении вслух перед всем классом.
- Право пользоваться компьютером на уроке при выполнении письменных работ.
- Замена письменных заданий на устные.
- Право пользоваться диктофоном на уроке вместо конспектирования.
- Право на дополнительное время при выполнении письменных работ.
- Право пользоваться словарем в классе.
- Право на бесплатную коррекционную помощь логопеда и психолога в необходимом объёме.

## Преодоление дислексии
Многие дети находят различные компенсаторные механизмы для успешного преодоления проблемы. Известно, например, что запойное чтение в рамках интересов ребёнка дает возможность со временем скомпенсировать трудности и не мешают человеку с дислексией достичь успеха даже в специальностях, связанных с массированным чтением. Многие взрослые дислексики связывают свой успех с той поддержкой, которую они получали от учителей, которые видели в них, помимо их сложностей, ярких незаурядных личностей. Кроме того, диагноз, поставленный в детстве, положительно сказался на самоощущении детей, поскольку повысил уровень терпимости к их сложностям как со стороны учителей, так и одноклассников, по сравнению с детьми, которым диагноз был поставлен во взрослом возрасте, ведь к их трудностям никакого снисхождения не проявляли.
При этом, как уже было сказано, сложности, вызванные дислексией, сосредоточены только на технических аспектах чтения, выражающихся в расшифровке графического кода и его связывании со звуковым представлением слов. Поэтому нарушение чтения не влияет напрямую на способность понимать устные слова и аудиотексты. Следовательно, пользуясь альтернативными каналами получения информации, ребёнок может проявлять хорошие или даже незаурядные способности. Он может выделяться в математике, физике, живописи или музыке. А используя современные технологические средства, ребёнок вполне может преуспевать и в областях, напрямую связанных с массированным чтением.
Изучение математики может иметь решающее значение для многих людей с дислексией. Некоторые профессии, в которых у людей с дислексией есть хороший шанс на успех, связаны с интенсивным использованием математики (например: математика, физика, компьютерные науки, электроника или строительная инженерия). При условии помощи на этапах чтения задач дислексики вполне успешно справляются с пониманием математических концепций, даже если сопровождающая дискалькулия мешает им считать быстро и аккуратно. Один взрослый человек с дислексией, который сумел проявить свои способности, пишет о себе: «Один из моих учителей, видимо, понял, что мой недостаток интереса к математике вызван скукой, а не отсутствием понимания. Он перевёл меня в группу с высоким уровнем, которую вёл замечательный учитель, и вскоре я нашёл математику более интересной, чем биологию или химию… Сокращённые обозначения, которые мне было несложно читать или писать, увлекли меня и позволили мне долго играть с математическими идеями после короткого чтения». Этот человек не только нашёл интерес к изучению математики, но и закончил докторскую степень в Кембриджском университете.
Список преуспевших дислексиков включает в себя множество имён, часть из них с подтверждёнными диагнозами, часть (из до диагностического периода) только с подозрениями на дислексию. Сочетание одарённости и дислексии предполагается у царя-новатора Петра I, художника и изобретателя Леонардо да Винчи, премьер-министра Великобритании Уинстона Черчилля, мультипликатора Уолта Диснея, писателя Ганса Христиана Андерсена, физика и Нобелевского лауреата Альберта Эйнштейна, ирландского поэта, драматурга и критика Уильяма Батлера Йейтса, известного актёра, режиссёра и продюсера Дастина Хоффмана, американского физика, одного из изобретателей телефона Александра Белла, известного изобретателя Уильяма Лира, великих политических и военных деятелей Нельсона Рокфеллера и американского генерала Джорджа Смита Паттона, знаменитого финансиста Чарльза Шваба и у многих других великих людей. Такие люди в современной научной литературе называются «дважды исключительными» (twice exceptional).
В истории есть примеры великих людей, которые так ценили свои особенности (обычно воспринимаемые окружающими как серьёзная проблема), что считали их редким даром и одной из причин своего успеха. Например, создатель знаменитого Центра Помпиду в Париже, английский архитектор, один из родоначальников стиля хай-тек Ричард Роджерс, с детства страдавший дислексией, организовал одну из самых успешных в мире архитектурных мастерских и брал на работу только дислексиков, поскольку считал, что именно они обладают необходимым для работы уровнем развития пространственного воображения.
В целом, это обнадёживающее послание для учеников с дислексией, чью особенность можно признать в положительном смысле, что, как следствие, повлияет на самооценку. Кроме того, учителям стоит использовать сильные стороны учеников дислексиков, разрабатывая виды деятельности и методы вмешательства, которые задействуют их конкретные творческие способности, тем самым улучшая их мотивацию и навыки обучения.

## Фильмы
- Звёздочки на земле (2007)
- Фильм «Я делаю шаг» (2023)
- В сериале Glee (Хор) Райдер Линн является дислексиком, чему посвящено несколько эпизодов в сезоне.

### Документальные фильмы
- 2014 — «Правописание!» / «Ortho!» (реж. Натали Сартио / Nathalie Sartiaux)